# Юнга

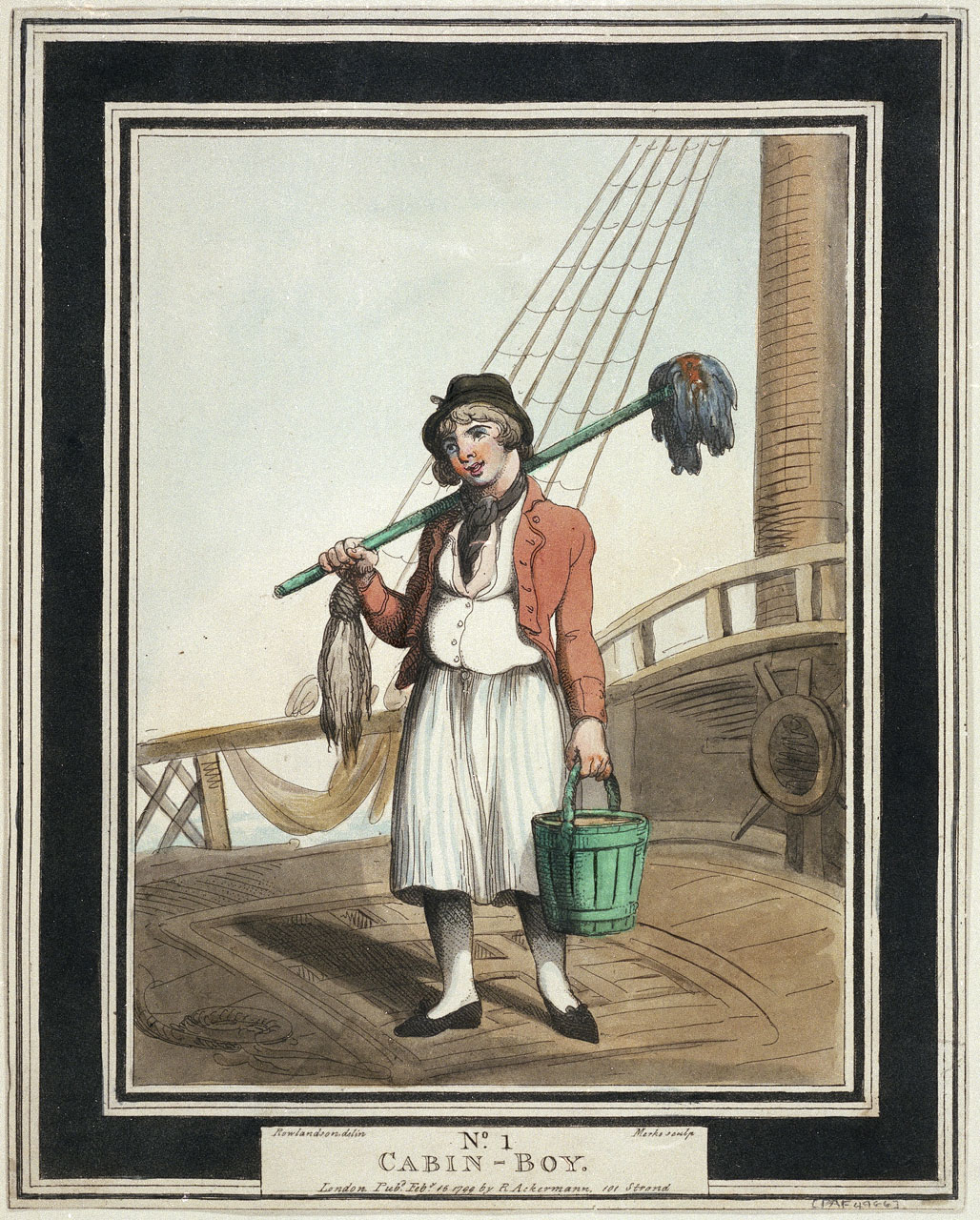
Юнга. Картина 1799 року

Юнга (від нім. Junge — «хлопчик» або нід. jonge — «молодий») — підліток на судні, який готується стати матросом.
Юнги — як правило, юнаки 14-16 років, які виконували різні дрібні доручення, що їх отримували від капітана або інших членів команди. Юнги допомагали кухарю, ознайомлювалися із будовою корабля й конструкцією вітрил, допомагаючи матросам, стояли на вахті, коли треба було підмінити когось, і навіть вчилися кермувати кораблем у гарну погоду.
Морська кар'єра багатьох адміралів флотів різних країн, особливо британського, починалася з посади юнги. Прикладом можуть бути відомий англійський мореплавець, віце-адмірал Френсіс Дрейк; англійський адмірал і комерсант Джон Гокінс; англійський підприємець і мислитель, засновник провінції Пенсильванія Вільям Пенн та інші.
В деяких країнах також особи жіночої статі. Наприклад, у Третьому Рейху часу другої світової війни юнгами (нім. Marinehelferinnen, -мн. — «помічниці флоту») несли службу дівчата у віці 16-20 років.
Посада юнги є у флотах деяких країн, в українському флоті вона відсутня.